# HMY Alexandra
O HMY Alexandra, foi um navio real, e durante a Primeira Guerra Mundial serviu de navio hospital para a Inglaterra. Foi vendido para a Noruega por interesses comerciais em 1925 e renomeado para Prins Olav. Em 1940 com a invasão da Noruega pelas forças nazistas, o navio foi requisitado para levar tropas norueguesas para a frente de batalha em 09 de abril de 1940. No dia 09 de junho de 1940 foi atacado por aviões bombardeiros da Alemanha e afundou.